# ريان ماييرا
ريان ماييرا (بالإنجليزية: Ryan Meara)‏ (15 نوفمبر 1990 في الولايات المتحدة - ) هو لاعب كرة قدم أمريكي في مركز حراسة المرمى. لعب مع نادي نيويورك سيتي ونيويورك ريد بولز ونيو يورك ريد بولز 2 وJersey Express S.C. ‏ وLong Island Rough Riders ‏.

## وصلات خارجية
- ريان ماييرا على موقع الدوري الأمريكي (الإنجليزية)
- ريان ماييرا على موقع قاعدة بيانات كرة القدم.إي يو (الإنجليزية)
- ريان ماييرا على موقع Soccerbase.com (لاعب) (الإنجليزية)
- ريان ماييرا على موقع Soccerway.com (الإنجليزية)
- ريان ماييرا على موقع عالم كرة القدم.نت (الإنجليزية)
- ريان ماييرا على موقع AS.com (الإسبانية)